# Stony Brook (MBTA-Station)
Stony Brook ist der Name einer U-Bahn-Station der Massachusetts Bay Transportation Authority (MBTA) im Bostoner Stadtteil Jamaica Plain im Bundesstaat Massachusetts der Vereinigten Staaten. Sie bietet Zugang zur U-Bahn-Linie Orange Line.

## Geschichte
Die Station wurde am 4. Mai 1987 im Rahmen der Renovierung und Verlegung der Orange Line parallel zum Northeast Corridor eröffnet.

## Bahnanlagen

### Gleis-, Signal- und Sicherungsanlagen
Der U-Bahnhof verfügt über insgesamt zwei Gleise, die über einen Mittelbahnsteig zugänglich sind.

### Gebäude
Der U-Bahnhof befindet sich im Stadtteil Jamaica Plain an der Adresse 100 Boylston Street at 180 Lamartine Street. Das Gebäude ist vollständig barrierefrei zugänglich.
Im Rahmen des Arts-on-the-Line-Projektes der MBTA wurde in der Station das Keramik-Mosaik „Life Around Here“ von Malou Flato installiert. Darüber hinaus befinden sich außerhalb der Station zwei Granit-Monumente mit eingravierten Texten („Mrs. Baez Serves Coffee on the Third Floor“ von Martin Espada und „The Dinner“ von Rosario Morales).

## Umfeld
Stony Brook ist seit der Einstellung der Linie 48 am 1. Juli 2012 eine der wenigen Stationen ohne Anschluss an Buslinien der MBTA.